# Vilanòva d'Òlmes
Vilanòva d'Òlmes (Villeneuve-d'Olmes en francès; Vilanòva d'Òlmes en occità) és un municipi francès del departament de l'Arieja i la regió d'Occitània.